# Isolamento esplêndido
Isolamento esplêndido é o termo usado no século XIX para a prática diplomática britânica de evitar alianças permanentes, principalmente sob os governos de Lord Salisbury entre 1885 e 1902. A prática surgiu em 1822 com a saída da Grã-Bretanha do Concerto da Europa pós-1815 e continuou até a Entente Cordiale de 1904 com a França, quando a divisão da Europa em dois blocos de poder e o isolamento da Grã-Bretanha durante a Segunda Guerra dos Bôeres de 1899–1902 levou a uma reversão da política.
O termo foi cunhado em janeiro de 1896 por um político canadense, George Eulas Foster, indicando sua aprovação para o envolvimento mínimo da Grã-Bretanha nos assuntos europeus, dizendo: "Nestes dias um tanto problemáticos, quando o grande Império Mãe fica esplendidamente isolado na Europa".